# Капитело (Виченца)
Капитело је насеље у Италији у округу Виченца, региону Венето.
Према процени из 2011. у насељу је живело 265 становника. Насеље се налази на надморској висини од 396 м.